# 나는 좀비와 함께 걸었다
나는 좀비와 함께 걸었다(I Walked With A Zombie)는 미국에서 제작된 자크 투르뇌 감독의 1943년 드라마, 공포, 멜로/로맨스, 스릴러 영화이다. 샬럿 브론테의 소설 《제인 에어》를 재구성하였다. 제임스 엘리슨 등이 주연으로 출연하였고 발 루튼 등이 제작에 참여하였다.

## 출연

### 주연
- 제임스 엘리슨
- 프란세스 디

### 조연
- 톰 콘웨이
- 에디스 바렛
- 제임스 벨
- 크리스틴 고든
- 테레사 해리스
- 랜셀롯
- 다비 존스
- 제니 르 곤
- 리처드 에이브람스
- 리타 크리스티아니
- 비비안 댄드리지
- 앨런 에드미스턴
- 노먼 마이에스
- 클린턴 로즈몬드
- 마틴 윌킨스

## 제작진
- 원작자: 샬롯 브론테
- 세트: A. 롤랜드 필스
- 세트: 다렐 실베라